# Soli contro il crimine
Soli contro il crimine (Raw Justice o Good Cop, Bad Cop) è un film statunitense del 1994 diretto da David A. Prior. Successivamente rieditato per l'home video coi titoli Pam XXX - Una Squillo Ad Alto Rischio e Pam XXX - Indagine Ad Alto Rischio.

## Trama
Donna Stiles, figlia del sindaco di Los Angeles David Stiles, viene uccisa misteriosamente. La polizia indaga, il sindaco non si dà pace e incarica Mace, un ex poliziotto che trova come alleati la prostituta Sarah e Mitch, che è indagato per l'omicidio di Donna.